# Burgstall Pfarrfelsen
Der Burgstall Pfarrfelsen ist eine kleine abgegangene mittelalterliche Höhenburg auf einem Felssporn über dem schluchtartigen Tal des Tiefentalbaches. Sie befindet sich etwa 1330 Meter ostsüdöstlich der Ortsmitte von Tiefenthal in der Gemeinde Bad Staffelstein im oberfränkischen Landkreis Lichtenfels in Bayern, Deutschland. Über diese Spornburg sind keine geschichtlichen oder archäologischen Informationen bekannt, sie wird grob als mittelalterlich datiert, dort gemachte Keramikfundstücke entstammen dem 11. und dem 12. Jahrhundert. Erhalten hat sich von der Anlage nur ein einfacher, stark verflachter Abschnittswall und ein tiefer Halsgraben. Die Stelle ist als Bodendenkmal Nummer D-4-5932-0073: Mittelalterlicher Burgstall geschützt.

## Beschreibung
Die eher kleine zweiteilige Burgstelle befindet sich auf etwa 490 m ü. NN auf einem nach Nordnordwesten gerichteten Felssporn, der in das schluchtartige Tal des Tiefentalbaches hineinragt. Bis auf die Südsüdostseite fallen alle Seiten steil ab und waren so von Natur aus gut geschützt. Nur im Südsüdosten schließt sich die leicht ansteigende Jura-Hochfläche mit dem Hohlen Stein und seiner linearbandzeitlichen Siedlung an. Die Angriffsseite im Südsüdosten wird durch einen stark verflachten Abschnittswall mit vorgelagertem Graben gegen die Hochfläche gesichert. Das Gelände der so befestigten Vorburg wird zur Spornspitze hin durch einen 15 Meter langen und vier bis fünf Meter tiefen Halsgraben von der Kernburg abgeriegelt.